# Santa Vittoria d'Alba
Santa Vittoria d'Alba je italská obec v provincii Cuneo v oblasti Piemont.
K 31. prosinci 2020 zde žilo 2 844 obyvatel.

## Sousední obce
Bra, Monticello d'Alba, Pocapaglia, Roddi, Verduno